# Canasta
La (ou le) canasta est un jeu qui se joue avec deux jeux de 54 cartes, soit 108 cartes (2 × 52 cartes + 2 × 2 jokers). La canasta se pratique généralement à quatre joueurs, rangés en deux équipes de deux, mais elle peut également se jouer à 2, 3, 5 ou 9 joueurs.

## But du jeu
Le but de la canasta est de totaliser au minimum 5 000 points en réussissant à cumuler et poser des cartes similaires.

## Vocabulaire
- Canasta : ensemble de cartes similaires (que des 8 par exemple), composée éventuellement avec des atouts.
- Atout ou passe-partout ou carte volante : les "2" de toutes les couleurs et les jokers.
- Brelan : 3 cartes similaires, avec ou sans atout ; c'est le minimum pour démarrer une canasta
- Canasta complète : 7 cartes similaires qui ne peuvent plus être complétées.
- Canasta rouge, pure ou naturelle : une canasta complète sans atouts
- Canasta noire, impure ou sale : Une canasta complète avec des atouts

## Principe
La canasta n'est pas un jeu de levées, l'ordre des cartes n'a donc pas d'importance. Les 2 et les jokers sont les atouts (ou passe-partout ou cartes volantes). Les cartes ont une valeur qui sert au moment de l'ouverture et pour le décompte des points à la fin de la manche.
Le joker vaut 50 points, le deux vaut 20 points, l'as vaut 20 points, du 8 au roi, 10 points, du 4 au 7, 5 points. Les 3 noirs font perdre 100 points. Les 3 rouges valent 100 points.
« Faire une canasta complète», c'est étaler sept cartes de même rang (sept rois, sept 10, etc.) avec ou sans atout. Une canasta peut être étalée d'un coup si le joueur possède les sept cartes dans son jeu ou être construite progressivement, en posant d'abord trois cartes du même rang (avec ou sans atout) au minimum et en rajoutant de nouvelles cartes aux tours suivants.
- Une combinaison de sept cartes est une canasta complète.

Elle est dite pure (ou rouge, ou naturelle) si aucun atout ne la compose et impure (ou noire) si elle composée d'au moins 1 atout. Si on commence une canasta par des atouts, on doit la compléter uniquement avec des atouts. Une canasta complète ne peut être complétée. Une canasta naturelle rapporte plus de points (500) qu'une canasta impure (300).
Pour le décompte, on place les canastas complètes en pile et on met au-dessus sa couleur (carte rouge ou carte noire)  
- Les jokers, les 2 et les 3 sont des cartes spéciales.
  - Les jokers et les 2 sont appelés les atouts. Un atout permet de remplacer n'importe quelle carte dans une combinaison. Par opposition aux atouts, les autres cartes sont appelées « cartes ordinaires ». Une canasta doit débuter au moins par deux cartes ordinaires (par exemple, on ne peut pas commencer une canasta par un roi et deux 2). Une combinaison ne doit pas contenir plus de 3 atouts.

## Entrée et sortie
On sort de la manche quand on dépose sa dernière carte dans la défausse. On n'a le droit de le faire que si on a une canasta complète déjà sur table. Pour la première pose de canasta sur la table, on doit cumuler des points en fonction du score actuel de l'équipe:
- moins de 0 point : 15
- de 0 à 1 495 : 50
- de 1 500 à 2 995 : 90
- de 3 000 à 4 995 : 120
- au-delà de 5 000 : une canasta complète est nécessaire pour la première pose.

Une fois que des cartes sont posées, chaque coéquipier peut compléter carte par carte les canasta existantes. Pour démarrer une nouvelle canasta, on reste dans l'obligation de déposer au minimum un brelan (3 cartes de même valeur, ou 2 de même valeur avec un atout).
On ne peut compléter que sur les cartes du partenaire. On ne peut jamais poser de cartes sur le jeu des opposants.
Une fois une personne sortie, on compte les points des cartes sur la table plus les points pour les canastas, enlevant les points des cartes dans la main.
Pour faciliter le décompte, on l'effectue en 2 temps :
Premier temps :
L'équipe qui sort a une prime de 100 points (200 pour une sorte cachée, c'est-à-dire si elle sort d'un coup en n'ayant rien étalé auparavant). Canasta noire (avec un ou plusieurs atouts) : 300 points. Canasta rouge, naturelle ou pure (aucun atout) : 500 points. Les 3 rouges comptent 100 points (800 pour les quatre), mais en négatif si l'équipe n'a rien étalé. Chaque carte restée en main déduit sa valeur du score.
Deuxième temps :
On compte les valeurs des cartes (même celles contenues dans les canastas). Si l'équipe restée n'a pas de canasta complète, toutes ses valeurs sont déduites du score, dans le cas contraire (possède au moins une canasta complète) elles sont additionnées au score.

## Déroulement du jeu
Une partie de canasta se déroule en plusieurs manches. L'équipe qui la première atteint 5 000 points gagne la partie.
Au début d'une manche, le donneur distribue les cartes trois par trois 3 fois et deux ; onze cartes à chaque joueur. Les cartes restantes constituent le talon. Le donneur retourne la première carte du talon, c'est le rebut (ou le paquet). Si cette carte est un passe-partout ou un 3 rouge, le donneur retourne une nouvelle carte du talon sur le rebut, jusqu'à faire apparaître une carte ordinaire ou un 3 noir.
On joue dans le sens des aiguilles d'une montre.
Une manche se termine lorsqu'un des joueurs se débarrasse de sa dernière carte. C'est la sortie.
À chaque tour, on tire une carte du talon, pose les cartes possibles, et puis on pose une carte de sa main sur le rebut (ou sur le paquet). Si possible, on a le choix d'utiliser la dernière carte posée du rebut (ou du paquet) et prendre toutes les autres cartes du rebut (ou du paquet) dans sa main plutôt que de tirer une carte du talon. Si on prend une carte du rebut (ou paquet), on est obligé de prendre toutes les autres cartes.
Pour poser les cartes, il faut mettre un ou plusieurs brelans, ou ajouter des cartes à des brelans ou des canastas existantes de sa propre équipe. Pour poser le ou les premiers brelans, il faut poser un minimum de points :
- 15 points si le score actuel de l'équipe est négatif ;
- 50 points si le score actuel de l'équipe est entre 0 et 1 499 points ;
- 90 points si le score actuel de l'équipe est entre 1 500 et 2 999 points ;
- 120 points si le score actuel de l'équipe est entre 3 000 et 4 999 points ;
- au-delà de 5 000 points une canasta complète est nécessaire pour descendre.

Pour prendre le rebut (ou prendre le paquet), il faut pouvoir ajouter la première carte du rebut sur un brelan ou un canasta existant, ou créer un nouveau brelan avec des cartes existantes dans la main plus la première carte. Si une première pose n'a pas été faite, on peut poser d'autres brelans de sa main pour arriver au nombre de points minimum pour le score actuel. On n'a pas le droit de prendre des cartes du rebut (ou paquet) pour créer ces brelans (sauf la première) et pour compter des points pour la première pose, il ne faut compter les points que des cartes qui viennent de la main, même avant de prendre la première carte du rebut (ou paquet).
Dès qu'on a un 3 rouge dans la main, pendant son tour actuel ou le tour suivant, il faut le poser avec les autres cartes. Il vaut 100 points par carte (ou 200 par carte si une équipe tient les quatre) ou −100 points (donc une pénalité) si l'équipe n'a pas posé de brelans. Les points des 3 rouges ne comptent pas pour ou contre la première pose, et ils peuvent être posés avant la première pose de brelans.
Le rebut ou paquet peut être bloqué pour le joueur suivant avec un 3 noir. Le rebut ou paquet peut être scellé ou "gelé" par un passe-partout ou carte volante (2 ou joker). On met le passe-partout (ou la carte volante) de travers pour que la carte soit visible. Une fois scellé ou "gelée", on ne peut prendre le rebut ou paquet qu'avec (au minimum) 2 cartes dites naturelles du même chiffre ou même figure que la carte au-dessus du rebut ou paquet. On ne peut pas utiliser un passe-partout pour remplacer une de ces cartes, et les deux nouvelles cartes sont nécessaires même si on a un brelan ou un canasta déjà sorti.

## Les 3 rouges
Si on en a un dans son tas, on a 100 points, on le met de côté et on pioche une carte. Si on a les quatre 3 rouges, on a 800 points.

## Positionnement des cartes
On pose toujours les canasta de façon à connaître le nombre et les cartes qui la composent. Quand une canasta devient complète on forme une pile en mettant au-dessus une couleur indiquant la couleur de la canasta: rouge ou noire.

## Variation à 6 joueurs
Quand on joue à 6, il faut distribuer 13 cartes à chaque joueur. On utilise 3 jeux de cartes plus 6 jokers. Pour conclure le jeu il faut avoir fait au moins deux canastas.
Concernant les 3 rouges : cinq 3 rouges valent à 1000 points, six 3 rouges 1200 points.
On peut faire 2 équipes de 3 joueurs ou 3 équipes de 2 joueurs. La disposition pour cette dernière variante est la suivante :
- 3 couples (AD, BE, CF)
- disposition autour d'une table carrée : A C E à une extrémité de la table, F D B à l'autre extrémité, le joueur A ayant devant lui le joueur F.

Ceci permet à chaque joueur d'avoir deux adversaires à ses côtés.
En principe, on ne parle pas dans le jeu de canasta. On ne peut que poser la question « puis-je conclure le jeu ? » à son partenaire avant de descendre son propre jeu. La réponse est bimodale : soit « oui » soit « non ».

## Citations
- Je me souviens avoir gagné un tournoi de Canasta., Georges Perec, Je me souviens, 437.
- J'ai dit "Ecoute, t'as pas envie de jouer un peu à la canasta ?". C'était un fana de la canasta., L'Attrape-cœurs, 62.